# Abd al-Karim Qasim

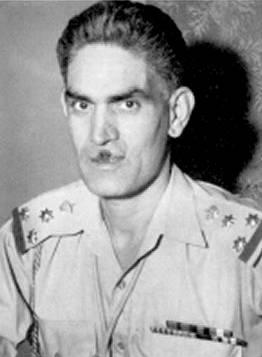
Abd al-Karim Qasim

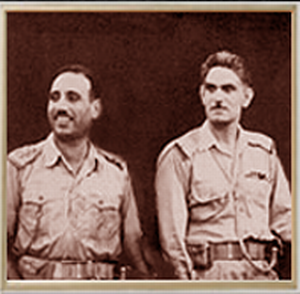
Arif mit Qasim (rechts), 1958

Abd al-Karim Qasim Muhammed Bakr al-Fadli az-Zubaidi (arabisch عبد الكريم قاسم, DMG ʿAbd al-Karīm Qāsim; * 21. November 1914 in Bagdad, damals Osmanisches Reich; † 9. Februar 1963 ebenda) war ein irakischer Militär und Politiker und von 1958 bis 1963 Premierminister sowie Verteidigungsminister seines Landes.

## Leben

### Frühe Jahre
Abd al-Karim Qasims Vater war ein sunnitischer Muslim, der arabische und kurdische Vorfahren hatte. Der Vater starb als Soldat der osmanischen Armee im Ersten Weltkrieg kurz nach Abd al-Karims Geburt. Seine Mutter war Schiitin mit kurdischen Wurzeln. Im Alter von sechs Jahren zog er nach Suwayra und 1926 nach Bagdad.
Qasim war mit Muhammad Jawad verwandt, der unter der politischen Protegierung Bakr Sidqīs in den 1930er-Jahren Oberbefehlshaber der Luftwaffe gewesen war.

### Aufstieg
Qasim war ein ausgezeichneter Student, der 1932 an einer Militärakademie akzeptiert wurde. Zwei Jahre später war er Leutnant. Qasim war Mitglied einer irakischen Einheit im Palästinakrieg zwischen Mai 1948 und Juni 1949.
1951 absolvierte er einen Offizierskurs im englischen Devizes und stieg in den Rang eines Generals auf. In der „Revolution vom 14. Juli“ 1958 war er einer der Anführer der „Freien Offiziere“, die König Faisal II. stürzten und die Monarchie im Irak beendeten. Der König, ein Großteil seiner Familie und Mitglieder seiner Regierung wurden dabei ermordet. Grund für den Sturz der Monarchie war deren als einseitig pro-westlich (probritisch) und anti-arabisch angesehene Politik, die unter anderem im Bagdad-Pakt mit der früheren Besatzungsmacht Großbritannien (1955) und in der Gründung der „Arabischen Föderation“ mit dem Königreich Jordanien (März 1958) zum Ausdruck kam. Daneben wollte die Regierung die Armee zur Niederschlagung antimonarchistischer Proteste nach Jordanien entsenden, was die Rebellion auslöste. Kurz nach der Revolution kam es in Mossul und Kirkuk zu Aufständen von Offizieren gegen Qasim. Beide Aufstände wurden mit Hilfe der irakischen Kommunisten und Kurden niedergeschlagen.
Nach seiner Wahl zum Premierminister der neu gegründeten Republik Irak machte Qasim diese unpopulären Schritte rückgängig: Die Union mit Jordanien wurde 1958 aufgelöst, und 1959 trat der Irak aus dem Bagdad-Pakt aus. Zudem nahm der Irak enge Beziehungen zur Vereinigten Arabischen Republik von Ägypten und Syrien auf. Er arbeitete eng mit der Irakischen Kommunistischen Partei zusammen. Er ließ den kurdischen Führer Mustafa Barzani aus dem Exil zurückkehren, um die kurdischen Stämme gegen pro-monarchistische Stammesführer und Baath-Unterstützer für sich zu gewinnen. Qasim stellte einen Revolutionsrat auf, der aus dem sunnitischen Araber Muhammed Necip Ar-Rubeyi, dem schiitischen Araber Muhammed Mehdi Kubbe und dem sunnitischen Kurden Halid Naqschbandi bestand.
Der Union Nassers wollte er sich jedoch nicht unterwerfen, was wieder zur Verschlechterung der Beziehungen und einer nasseristischen Opposition im Innern führte. Am 14. September 1960 wurde in Bagdad die OPEC gegründet und im Jahr darauf entzog die Regierung der britischen Iraqi Petroleum Company die Konzession. Die geplante Annexion Kuwaits wurde jedoch durch Briten und eine Interarabische Sicherheitstruppe verhindert. Innenpolitisch ließ die Regierung Parteien und Gewerkschaften zu und begann den Ausbau der Infrastruktur des Landes.
Neben seiner Popularität schaffte sich Qasim auch zahlreiche politische Widersacher und wurde Ziel von mehreren Anschlägen. Ein erster Anschlag wurde 1959 von Angehörigen der Baath-Partei verübt, unter ihnen der spätere Diktator Saddam Hussein, die eine stärkere panarabische Haltung forderten.

### Sturz und Ende
Nach Verfolgungen der Baath-Anhänger glückte ein weiterer Umsturzversuch, die Baath-Partei übernahm am 8. Februar 1963 die Regierung. Am 9. Februar wurde Qasim nach kurzem Prozess hingerichtet. Der Autor Con Coughlin behauptet, der britische Geheimdienst und die CIA seien bestens über den Coup informiert gewesen und hätten ihn gebilligt.
Bilder von Qasims Leichnam wurden anschließend im irakischen Fernsehen zur Schau gestellt.
Im Juli 2004 wurden Qasims sterbliche Überreste von einem Team des Radio Dijlah in Bagdad entdeckt.